# Idiodes ceramopis
Idiodes ceramopis är en fjärilsart som beskrevs av Turner 1919. Idiodes ceramopis ingår i släktet Idiodes och familjen mätare. Inga underarter finns listade i Catalogue of Life.